# Праудхарая
Праудхарая — правитель Віджаянагарської імперії, останній представник династії Сангама. Відомий також як Деварая IV.

## Життєпис
Відомостей про нього обмаль. Син Вірупакшараї II. 1485 року повалив батька й захопив владу. Прийняв почесний титул раджасекхара та тронне ім'я Деварая.
Утримував трон декілька місяців, поки не був повалений власним полководцем Нарасімхараєю Салувою, що заснував власну династію.

## Творчість
Був автором праці «Ратіратна Прадіпіка», присвяченої еротики. Зберегли лише окремі згадки та уривки.